# تأثير يورب

إعتراض عزم الدوران بسبب الضوء الساقط بسبب تأثير يورب لكويكب كروي الشكل إشعاع الضوء المعكوس من الزعنفة "B" التي لها نفس حجم الزعنفة "A"، ولكنها ليست موازية للضوء القادم. هذا ينتج عزم دوران يؤثر على الجسم.

تأثير يورب (بالإنجليزية: YORP effect)‏ Yarkovsky–O'Keefe–Radzievskii–Paddack effect
هو تغير حالة الدوران (فترة الدوران والميل) لجسم صغير (على سبيل المثال الكويكب) في مدار شمسي المركز بسبب تشتت الإشعاع الشمسي من سطح الجسم وانبعاث الإشعاع الحراري الخاص بالجسم. تأثير يورب هو المسؤول عن إنشاء الكويكبات الثنائية والكويكبات المتأرجحة فضلا عن تغيير أنحراف دوران الكويكب نحو 0 درجة، 90 درجة، أو 180 درجة نسبة إلى مسار النظام الشمسي وبالتالي تعديل انجراف قطر المدار شمسي المركزي للجسم بسبب تأثير ياركوفيسكي.
تأثير يورب هو ظاهرة مماثلة لتأثير بينو تؤثر على معدل دوران وتوجيه قطب الكويكب. يورب هو اختصار يجمع بين أربعة أسماء علماء: ياركوفسكي، أوكيف، رادزيفسكي، وباداك. بناء على عمل ياركوفسكي، في. في. رادزيفسكي . والذي أظهر في عام 1954 أن الاختلافات في بياض سطح الجسم الصغير في الفضاء يمكن أن تزيد من معدل دورانه.

## الرصد
قدمت قياسات معدل دوران الكويكب 54509 يورب أول دليل رصدي على تأثير يورب .معدل دوران الكويكب يتزايد بمعدل (2.0 ± 0.2) × 10−4 درجة/يوم2 والذي تسبب بين عامي 2001 و 2005 في دوران الكويكب حوالي 250 درجة أكثر من معدل دورانة المتوقع في عام 2001 . وسوف يتضاعف معدل دوران 54509 يورب في خلال 600,000 سنة .ويمكن أن يغير تأثير يورب أيضا الميل المحوري ومعدل حركة محور المبادرة.